# San Pio delle Camere
San Pio delle Camere est une commune de la province de L'Aquila, dans la région Abruzzes, en Italie.

## Administration
| Période                                  | Période  | Identité              | Étiquette | Qualité |
| ---------------------------------------- | -------- | --------------------- | --------- | ------- |
| 14 juin 2004                             | En cours | Giovannino Costantini |           |         |
| Les données manquantes sont à compléter. |          |                       |           |         |

### Hameaux
Castelnuovo di San Pio delle Camere.

### Communes limitrophes
- Barisciano ;
- Caporciano ;
- Carapelle Calvisio ;
- Castelvecchio Calvisio ;
- Prata d'Ansidonia.

## Monuments et patrimoine
- Le château de San Pio delle Camere.

## Personnalités nées à San Pio delle Camere
- Franco Marini (1933-2021), syndicaliste et homme d'État.
- Maria-Pia Casilio (1935-2012), actrice.